# Eusynthemis frontalis
Eusynthemis frontalis là loài chuồn chuồn trong họ Synthemistidae. Loài này được Lieftinck mô tả khoa học đầu tiên năm 1949.